# Crassula humbertii
Crassula humbertii är en fetbladsväxtart som beskrevs av Descoings. Crassula humbertii ingår i släktet krassulor, och familjen fetbladsväxter. Inga underarter finns listade i Catalogue of Life.